# Three Rock Mountain
Three Rock Mountain (irl. Binn Trí Charraig, archaizm: Sliabh Ruadh) – góra w Irlandii w górach Wicklow w hrabstwie Dún Laoghaire-Rathdown. Wznosi się na 444 m n.p.m. Ze względu na swoje położenie w sąsiedztwie południowej granicy Dublina oraz bliskość Morza Irlandzkiego z jej wierzchołka można oglądać panoramę niemal całego Dublina od półwyspu Howth Head na północy po górę Bray Head na południu.